# Nisoi Sapientza Kai Schiza, Akrotirio Akritas
Nisoi Sapientza Kai Schiza, Akrotirio Akritas este o arie protejată (arie specială de conservare — SAC, sit de importanță comunitară — SCI) din Grecia întinsă pe o suprafață de 11.201,75 ha, integral pe uscat.

## Localizare
Centrul sitului Nisoi Sapientza Kai Schiza, Akrotirio Akritas este situat la coordonatele 36°49′51″N 21°49′08″E / 36.830964°N 21.818945°E.

## Înființare
Situl Nisoi Sapientza Kai Schiza, Akrotirio Akritas a fost declarat sit de importanță comunitară în august 1996 pentru a proteja 2 specii de animale. Situl a fost protejat și ca arie specială de conservare în martie 2011.

## Biodiversitate
Situată în ecoregiunea mediteraneană, aria protejată conține 8 habitate naturale: Dune mobile cu vegetație embrionară, Dune de coastă cu Juniperus spp., Dune cu tufărișuri sclerofile Cisto-Lavenduletalia, Tufărișuri termo-mediteraneene și de pre-deșert, Sarcopoterium spinosum phryganas, Pante stâncoase calcaroase cu vegetație casmofită, Peșteri marine scufundate complet sau parțial, Păduri de Olea și Ceratonia.
La baza desemnării sitului se află mai multe specii protejate:
- pești (1): Tropidophoxinellus spartiaticus
- reptile (1): Chelonia mydas

Pe lângă speciile protejate, pe teritoriul sitului au mai fost identificate 2 specii de plante, 4 specii de mamifere.